# Crossy Road
Crossy Road (sottotitolato Endless Arcade Hopper sull'App Store) è un videogioco pubblicato il 20 novembre 2014 dalla Hipster Whale, giocando sulla celebre domanda "Perché il pollo ha attraversato la strada?". Il gioco è stato descritto come "Frogger infinito".

## Modalità di gioco
Lo scopo del gioco è quello di arrivare il più lontano possibile senza morire. Il giocatore veste i panni di una mascotte (gallina, koala, coniglio, etc.) e deve toccare lo schermo per andare avanti o strisciare il dito nella direzione appropriata per muoversi orizzontalmente. Ci sono ostacoli che causano morte immediata, come per esempio fiumi, auto e treni. Per superarli, il giocatore deve avanzare quando il percorso è libero o utilizzando delle piattaforme per attraversare i fiumi. Se si rimane fermi o si fanno tre passi indietro un'aquila rapisce la mascotte, facendo così finire la partita. Per ogni passo in avanti si guadagna un punto e ogni 50 punti viene riprodotto un effetto sonoro. In giro per la mappa sono disseminate delle monete d'oro che servono a sbloccare nuovi personaggi.

### Personaggi
La versione per iOS di Crossy Road contiene 217 personaggi giocabili, inclusa la gallina di base: 182 sbloccabili e 32 segreti. Il gioco ne conta solo 214 perché il Maialino Salvadanaio, Psy e Pac-Man sono acquisti in app (anche se Pac-Man è gratuito). In aggiunta, la versione Android include il Robot Android, basato sul logo del sistema operativo. Tra i personaggi ci sono molte citazioni ad altri giochi o a fenomeni virali e della cultura di internet.

### Monete
Le monete sono identificate da un quadrato giallo con una C rossa in mezzo (che sta per "coin", moneta in inglese) e costituiscono la valuta principale del gioco. Le monete vengono mostrate nell'angolo in alto a destra dello schermo. Con 100 monete si può tentare la fortuna al distributore di palline, per provare a sbloccare un nuovo personaggio. Se il giocatore possiede il Maialino Salvadanaio, delle monete rosse dal valore di 5 monete normali vengono aggiunte al gioco e le monete ricevute dai regali o guardando le pubblicità vengono raddoppiate.

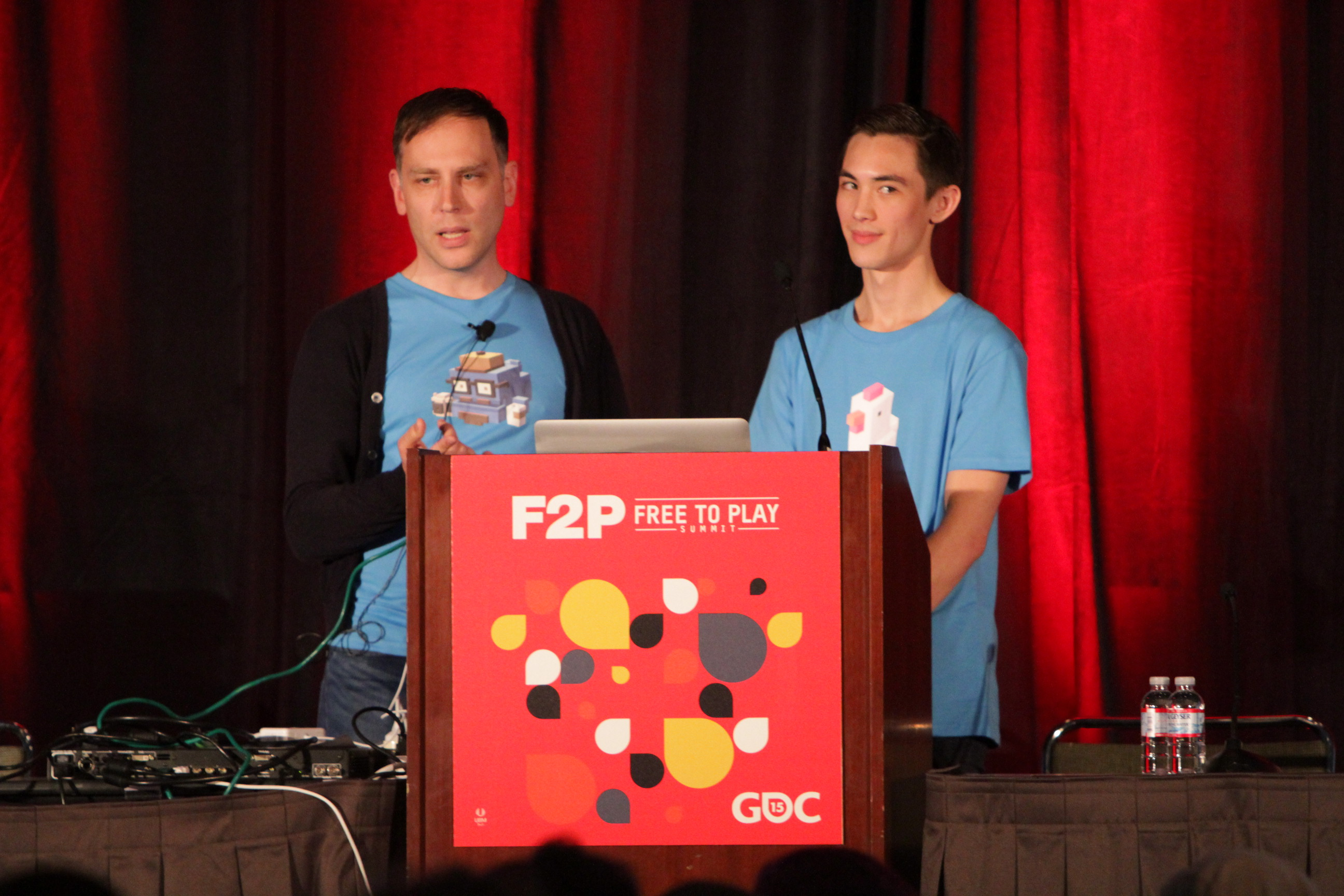
Matt Hall e Andy Sum, fondatori della Hipster Whale e sviluppatori del gioco, alla Game Developers Conference.

### Macchina
La "Macchina" o "Macchina a premi" è un distributore di palline che può essere azionato una volta guadagnata la somma necessaria, ovvero 100 monete, e permette di ottenere tutti i personaggi del gioco ad eccezione di quelli segreti e quelli ottenibili solo mediante acquisti in app. La macchina può dare sia personaggi nuovi che personaggi già posseduti dal giocatore. Non c'è un limite di tempo per utilizzare la macchina, l'unico vincolo è dettato dalla quantità di monete in proprio possesso.

### Regali
C'è la possibilità di ottenere monete anche grazie a dei regali periodici. Queste monete gratuite vengono date al giocatore a intervalli di tempo, che partono da tre minuti, fino ad arrivare a sei ore, che diventa, una volta raggiunto, l'intervallo di tempo di default. Il primo regalo gratuito viene ottenuto immediatamente, alla prima apertura dell'applicazione.

## Sviluppo
Inizialmente gli sviluppatori avevano pianificato di spendere solamente sei settimane nello sviluppo del gioco, tuttavia, dopo aver realizzato il potenziale del gioco, decisero di dedicarci altre sei settimane per completarlo. Il modello "free-to-play" del gioco è basato su quello di Dota 2. Secondo lo sviluppatore Matt Hall, Crossy Road prende ispirazione da Frogger, Temple Run, Subway Surfers, Disco Zoo, Flappy Bird, Skylanders, Tiny Wings e Fez. Lo stile grafico del gioco è stato ideato da Ben Weatherall.

## Critica
Il gioco è arrivato in finale per il Game of the Year Award 2014 all'Australian Game Developer Awards. In generale ha ricevuto critiche positive, con una media su Metacritic di 88, 5/5 stelle su TouchArcade, 5/5 stelle su BigBoomBoom.com, 4,5/5 stelle su Gamezebo Gaming e 4/5 stelle su Apple N' Apps. Polygon lo ha definito "brillante", una visione moderna di Frogger, mentre TIME lo ha chiamato un misto tra Frogger e Flappy Bird. Alla conferenza per sviluppatori Apple WWDC del 2015 Crossy Road è stato uno dei vincitori degli Apple Design Awards.
Dopo soli tre mesi dalla sua pubblicazione, il gioco contava più di 50 milioni di download e 10 milioni di dollari di incassi.

## Spin-off

### Disney Crossy Road
Nel 2016 Hipster Whale e Disney Interactive Studios hanno lanciato uno spin-off del gioco, chiamato Disney Crossy Road, su iOS, Android, Windows Phone e Windows 8.1. Contiene personaggi Disney come Topolino e Paperino, oltre ad alcuni personaggi dai suoi molti franchise come Il re leone, Rapunzel - L'intreccio della torre, Ralph Spaccatutto e da film Pixar come Toy Story e Inside Out. Il gioco contiene oltre 440 personaggi, con personaggi segreti come Topesio da Mickey & Friends e Lenny dal primo film di Toy Story..
Il gioco è stato chiuso nel marzo 2020.

### Star Wars
Dopo il successo di Disney Crossy Road è stato lanciato lo sviluppo di un seguito, che si concentri sull'universo di Star Wars, troppo grande per essere incluso in Disney Crossy Road.

## Imitazioni

### Steppy Pants
Quest'applicazione, della Super Entertainment, usa una grafica a blocchi, gameplay senza fine, selezione dei personaggi, obiettivi di gioco, sistema di monete e macchina a premi simili a quelli di Crossy Road, inoltre è anch'essa di origine australiana.